# Malembo
Malembo é uma vila e comuna angolana que se localiza na província de Cabinda, pertencente ao município de Tando Zinze.
Anteriormente uma comuna do município do Cabinda, em 5 de setembro de 2024 foi transferido para a jurisdição do novo município de Tando Zinze.
É o ponto mais ao norte da malha urbana da Região Metropolitana de Cabinda.